# Teretrius cylindrellus
Teretrius cylindrellus är en skalbaggsart som beskrevs av Thomas Casey 1916. Teretrius cylindrellus ingår i släktet Teretrius och familjen stumpbaggar. Inga underarter finns listade i Catalogue of Life.